# Nederlands landskampioenschap 1909-1910
Il campionato era formato da diciassette squadre e il HVV Den Haag vinse il titolo.

## Est
|   | Club              | G  | V | N | P | GF | GS | Punti | DR  |                            |
| - | ----------------- | -- | - | - | - | -- | -- | ----- | --- | -------------------------- |
| 1 | Quick Nijmegen    | 12 | 9 | 2 | 1 | 25 | 14 | 20    | +11 | Qualificata per la finale. |
| 2 | GVC Wageningen    | 12 | 7 | 0 | 5 | 39 | 21 | 14    | +18 |                            |
| 3 | Koninklijke UD    | 12 | 5 | 3 | 4 | 23 | 27 | 13    | -4  |                            |
| 4 | Bredania/'t Zesde | 12 | 4 | 3 | 5 | 21 | 19 | 11    | +2  |                            |
| 5 | Vitesse           | 12 | 5 | 1 | 6 | 16 | 17 | 11    | -1  |                            |
| 6 | EFC PW 1885       | 12 | 5 | 1 | 6 | 28 | 40 | 11    | -12 |                            |
| 7 | RKVV Wilhelmina   | 12 | 1 | 2 | 9 | 13 | 27 | 4     | -14 |                            |

G = Partite giocate; V = Vittorie; N = Nulle/Pareggi; P = Perse; GF = Goal fatti; GS = Goal subiti; DR = Differenza reti, PT = Punti

## Ovest
|    | Club                     | G  | V  | N | P  | GF | GS | Punti | DR  |                                       |
| -- | ------------------------ | -- | -- | - | -- | -- | -- | ----- | --- | ------------------------------------- |
| 1  | HVV Den Haag             | 18 | 13 | 2 | 3  | 63 | 22 | 28    | +41 | Qualificata per la finale.            |
| 2  | Sparta Rotterdam         | 18 | 10 | 5 | 3  | 46 | 25 | 25    | +21 |                                       |
| 3  | CVV Velocitas            | 18 | 11 | 3 | 4  | 49 | 30 | 25    | +19 |                                       |
| 4  | HC & CV Quick            | 18 | 8  | 5 | 5  | 34 | 24 | 21    | +10 |                                       |
| 5  | DFC                      | 18 | 9  | 2 | 7  | 40 | 27 | 20    | +13 |                                       |
| 6  | HFC Haarlem              | 18 | 7  | 4 | 7  | 29 | 30 | 18    | -1  |                                       |
| 7  | HBS Craeyenhout          | 18 | 5  | 4 | 9  | 22 | 38 | 14    | -16 |                                       |
| 8  | Koninklijke HFC          | 18 | 4  | 3 | 11 | 25 | 40 | 11    | -15 |                                       |
| 9  | USV Hercules             | 18 | 4  | 2 | 12 | 23 | 58 | 10    | -25 |                                       |
| 10 | Ajax Sportman Combinatie | 18 | 3  | 2 | 13 | 23 | 60 | 8     | -37 | Non partecipa la stagione successiva. |

G = Partite giocate; V = Vittorie; N = Nulle/Pareggi; P = Perse; GF = Goal fatti; GS = Goal subiti; DR = Differenza reti, PT = Punti

## Finale per il titolo
| Squadra 1    | Totale | Squadra 2      | Andata | Ritorno |
| ------------ | ------ | -------------- | ------ | ------- |
| HVV Den Haag | 5-2    | Quick Nijmegen | 2-0    | 3-2     |

Il HVV Den Haag vince il titolo.